# Ям (божество)
Ям, Я́му, Йі́ма (в перекладі з ханаанскої — «море») — один з найважливіших богів Ханаану й Угариту.
Яму, богу морів і річок, поклонялися не тільки в Угариті, а й у Фінікії та на всьому сирійському узбережжі Середземномор'я, оскільки господарство цих регіонів в першу чергу залежало від морської торгівлі та рибальства. При описі бога моря уловлюються дві характерні для нього, але протилежні за темпераментом риси — відповідні, цілком ймовірно, спокійному, придатному для далеких морських подорожей, літу з одного боку, і багатої бурями, небезпечної для плавань зими, з іншого.
В одному з Ханаан-угаритських міфів розповідається про те, як Ям вирішив звести палац, підкреслюючи таким способом своє бажання встановити першість серед богів. Всі маленькі боги, звані «синами Еля», вирішили вже було поступитися Яму, як раптом повстає Баал, дорікає їм у боягузтві та викликає Яма на битву. Суддею бою виступає великий бог Ель, який попереджає Яма, що він має своїм противником бога сильнішого та має заступництво двох богинь, Анат і Астарти. Бог ремесел Кусор кує Баалу два молота, за допомогою яких Ваал перемагає. За ним визнається першість серед богів. Відкинувши претензії бога моря, пана смерті та безладу Яма, Баал виступає як герой-благодійник і рятує всесвіт від повернення до хаосу.
На відміну від бога смерті Мота, поклоніння Яму входило в офіційний культ Угариту. Образ сирійського морського бога Яма близький давньогрецькому Посейдону.